# Wen Tzu-yun
Wen Tzu-yun (chinês: 文姿云; pinyin: Wén Zīyún; Taipei, 29 de setembro de 1993) é uma karateka taiwanesa. Nos Jogos Olímpicos de 2020, em Tóquio, ganhou medalha de bronze na categoria feminina de 55 kg. Ela também foi duas vezes medalhista de ouro no kumite feminino 55 kg nos Jogos Asiáticos e duas vezes medalhista de bronze nesta mesma categoria no Campeonato Mundial de Karatê.

## Carreira
Ela ganhou a medalha de ouro nos Jogos Asiáticos em 2014 e em 2018.
Nos Jogos Mundiais de 2017, realizados em Wrocław, Polônia, ela ganhou a medalha de prata na categoria kumite feminino 55 kg. Na final, perdeu para Valéria Kumizaki, do Brasil.
Ela representou o Taipei Chinesa nos Jogos Olímpicos de Verão de 2020 em Tóquio, Japão.

## Conquistas
| Ano  | Competição          | Local                         | Rank     | Evento         |
| ---- | ------------------- | ----------------------------- | -------- | -------------- |
| 2013 | Asian Championships | Dubai, Emirados Árabes Unidos | 2º lugar | Kumite 55 kg   |
| 2013 | Asian Championships | Dubai, Emirados Árabes Unidos | 3º lugar | Kumite equipes |
| 2014 | Asian Games         | Incheon, Coreia do Sul        | 1º lugar | Kumite 55 kg   |
| 2015 | Asian Championships | Yokohama, Japão               | 1º lugar | Kumite 55 kg   |
| 2016 | World Championships | Linz, Áustria                 | 3º lugar | Kumite 55 kg   |
| 2017 | Asian Championships | Astana, Cazaquistão           | 1º lugar | Kumite 55 kg   |
| 2017 | Asian Championships | Astana, Cazaquistão           | 2º lugar | Kumite equipes |
| 2017 | World Games         | Wrocław, Polônia              | 2º lugar | Kumite 55 kg   |
| 2018 | Asian Championships | Amman, Jordânia               | 1º lugar | Kumite 55 kg   |
| 2018 | Asian Games         | Jakarta, Indonésia            | 1º lugar | Kumite 55 kg   |
| 2018 | World Championships | Madri, Espanha                | 3º lugar | Kumite 55 kg   |
| 2021 | Summer Olympics     | Tóquio, Japão                 | 3º lugar | Kumite 55 kg   |